# Пир Султан Абдал

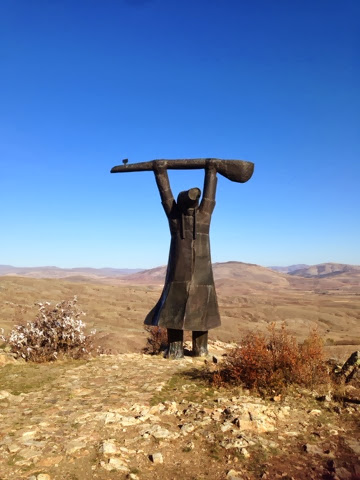
Памятник Пир Султану Абдалу на родине

Пир Султан Абдал (псевдоним; настоящее имя — Хайдар) (тур. Pîr Sultan Abdal; ок. 1480, дер. Баназ Османская империя (ныне провинции Сивас, Центральная Анатолия) — 1550) — турецкий поэт XVI века. Представитель ашугской поэзии.

## Биография
Информации о жизни поэта очень мало. Большую часть данных о нём и его эпохе можно найти в его стихах, которые раскрывают Пир Султана Абдала как хорошо образованного и интеллектуального человека.
Кроме творчества, известен тем, что руководил антифеодальным восстанием кызылбашей против государства, вспыхнувшем в то время в разных районах Анатолии. Пир Султан Абдал был схвачен властями, заточён в тюрьму и повешен в Сивасе, в том числе, и за свои религиозные убеждения.

## Творчество
Пир Султан Абдал был алевитом, его ранние работы посвящены лирической и морализаторской тематике, писал под влиянием гностицизма. В своих стихах он критиковал османских губернаторов, в частности, Хызыр-пашу, которые правили регионом и его окружение.
Поэт мечом и песней боролся против социального гнёта, против тирании, за утверждение равенства и справедливости. Его стихи и призывы к борьбе за права и свободы крестьян вызвали большую поддержку среди простого народа.
Поэзия Пир Султана Абдала — летопись народного движения, крестьянских бунтов. Образ поэта стал символом борьбы за свободу и независимость народа.
С его именем связано много легенд, песен-плачей. Пьеса о Пир Султане Абдале, написанная Э. Тоем, шла на турецкой сцене.